# Ravi Shankar
Ravi Shankar (tiếng Bengal: রবি শংকর; tên khai sinh Robindro Shaunkor Chowdhury, sinh ngày 7 tháng 4 năm 1920 − mất ngày 11 tháng 12 năm 2012), còn được gọi là "Pandit", là một nghệ sĩ nhạc cụ Ấn Độ. Với cây đàn sitar, Shankar được coi là nghệ sĩ xuất chúng nhất, là người thầy vĩ đại của rất nhiều nghệ sĩ thành danh khác. Hans Neuhoff trong cuốn Musik in Geschichte und Gegenwart viết về ông như là nghệ sĩ Ấn Độ nổi tiếng nhất mọi thời đại.
Ravi Shankar sinh ra ở thành phố thánh Varanasi và bắt đầu những tour diễn vòng quanh Ấn Độ và châu Âu với anh trai của mình, Uday Shankar. Năm 1938, ông từ bỏ giấc mơ thành nghệ sĩ múa và theo học lớp dạy đàn sitar của nghệ sĩ Allauddin Khan. Sau khi hoàn thành khóa học vào năm 1944, Shankar bắt đầu quá trình sáng tác nhạc với việc cộng tác với album Apu Trilogy của Satyajit Ray, cùng với đó làm đạo diễn cho đài All India Radio, New Delhi từ năm 1949 tới năm 1956.
Giữa năm 1956, Ravi Shankar bắt đầu các tour diễn vòng quanh châu Âu nhằm quảng bá văn hóa Ấn Độ ra toàn thế giới. Ông cộng tác với khá nhiều nghệ sĩ tên tuổi, trong đó đáng kể nhất là nghệ sĩ violon Yehudi Menuhin và tay guitar của The Beatles, George Harrison. Trong thập kỷ 70 và 80, Shankar trở nên nổi tiếng khi tham gia viết nhạc cho dàn nhạc giao hưởng với cây đàn sitar. Ông từng làm nghị sĩ trong Quốc hội Ấn Độ nhiệm kỳ 1986-1992. Ông cũng từng được trao huân chương cao quý nhất Bharat Ratna cho công dân Ấn Độ. Shankar từng giành 3 giải Grammy, và là nghệ sĩ Ấn Độ thành công nhất trong nền âm nhạc phương Tây. Ông vẫn tiếp tục đi diễn cho trong suốt những năm 2000 cùng con gái út của ông Anoushka. Ravi Shankar có nhiều người con, và người nổi tiếng nhất là ca sĩ nhạc jazz Norah Jones.